# Coffeeshop (Niederlande)

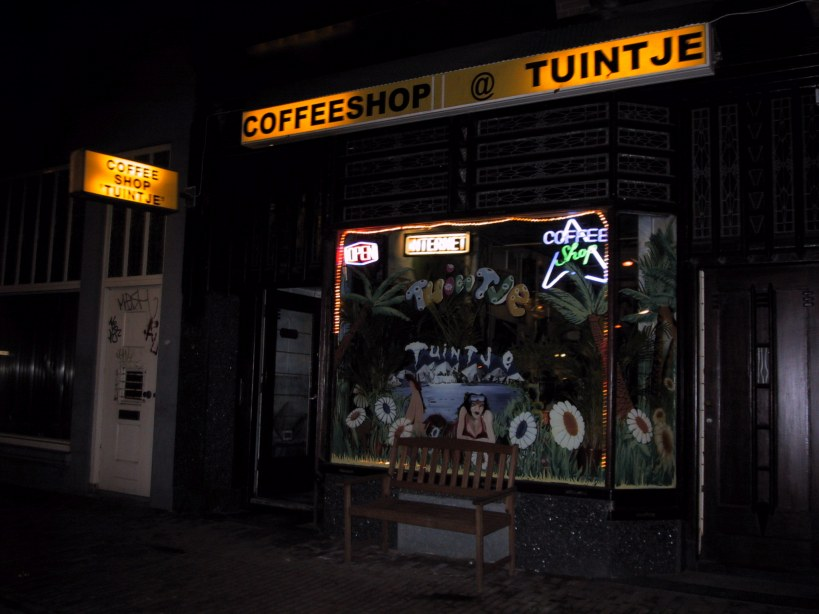
Coffeeshop in Amsterdam

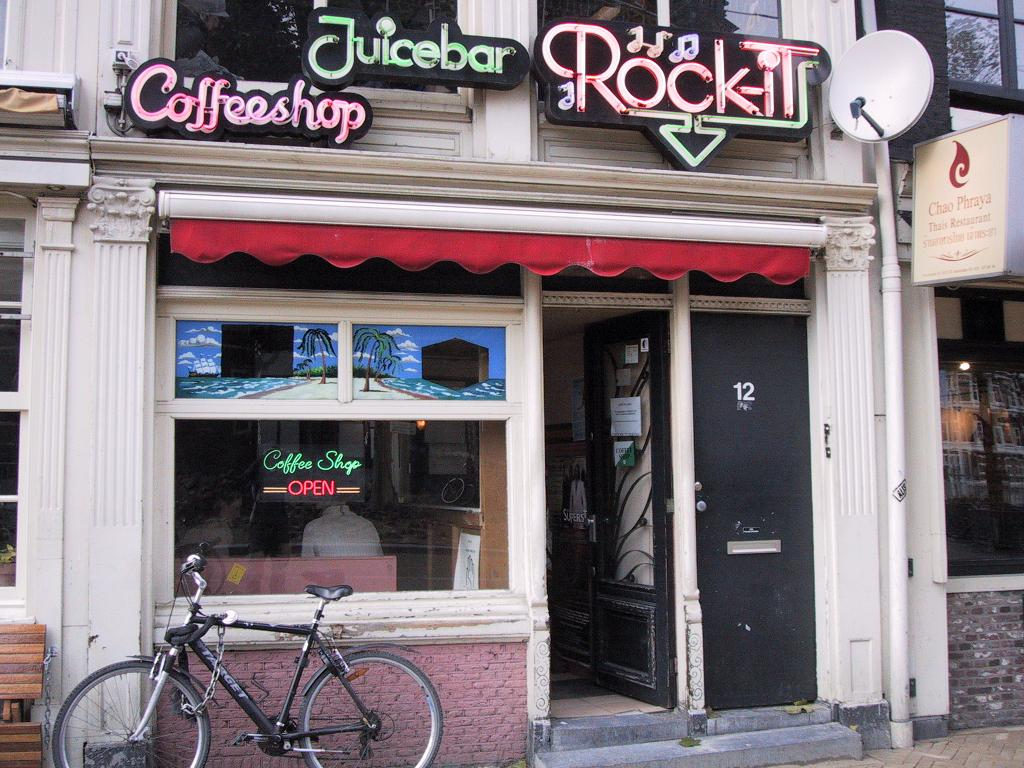
RockIt Amsterdam, ein kleiner Coffeeshop (2005)

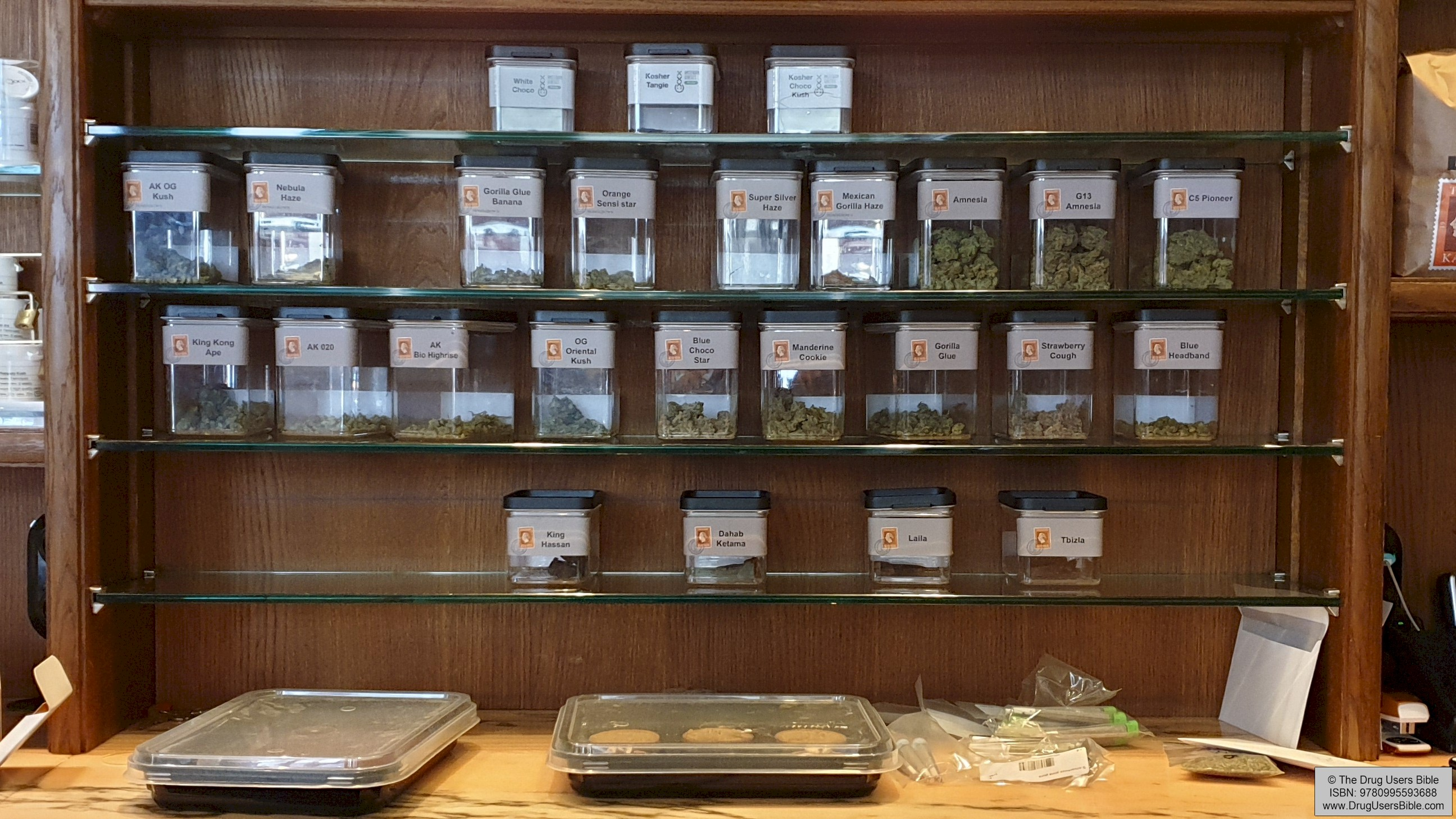
Angebot eines Amsterdamer Coffeeshops an Marihuana, Haschisch, vorgedrehten Joints und Haschkeksen (2019)

Ein Coffeeshop ist eine geduldete Verkaufsstelle sogenannter weicher Drogen in den Niederlanden.
Nach wie vor ist, in Übereinstimmung mit dem UNO-Einheitsabkommen von 1961, der Handel und Besitz mancher Drogen illegal. Auf Empfehlung einer Kommission wurde der Regierung 1976 geraten, die Prioritäten der Polizei neu zu definieren, um diese zu entlasten. Mit der Reform des Opiumgesetzes wurde der Umgang mit weichen Drogen in den Niederlanden neu definiert. Nun wurde unter bestimmten Voraussetzungen auf eine Strafverfolgung verzichtet.

## Auflagen und gesetzliche Bestimmungen
Das Betreiben ist mit Auflagen nach den AHOJG-Kriterien verbunden:
- A (geen affichering) bedeutet: Keine Werbung, weder an der Außenfront des Cafés noch in Form von Medienwerbung (Radio, Presse, Handzettel) oder durch Werbegeschenke wie Feuerzeuge, Kugelschreiber oder sonstiges.
- H (geen harddrugs) bedeutet: Weder Verkauf harter Drogen noch die Duldung von Besitz oder Konsum derselben durch Gäste.
- O (geen overlast) bedeutet: Keine Ruhestörung oder Belästigung von Anwohnern und Passanten.
- J (geen verkoop aan jeugdigen) bedeutet: Kein Verkauf an Jugendliche unter 18 Jahren.
- G (geen verkoop van grote hoeveelheden) bedeutet: Keine großen Mengen, weder beim Verkauf an Gäste (max. 5 g pro Person und Tag) noch beim Bestand im Café (maximal 500 g).

Bei einer Gesetzesnovellierung im Jahr 1995 wurden die Bestimmungen verschärft: Cannabis darf seitdem nur noch an Personen ab 18 Jahre verkauft werden und nur in einer maximalen Menge von 5 g pro Person. Zuvor war die Abgabe an Jugendliche ab 16 Jahren erlaubt und die Höchstverkaufsmenge lag bei 30 g.
Amsterdamer Coffeeshops bekommen in unregelmäßigen Abständen Besuch von einer sogenannten Drogenpolizei. Diese kontrolliert die Coffeeshops und händigt nach erfolgreicher Kontrolle ein rechteckiges grün-weißes Siegel mit Nummer aus, welches einen ordentlichen Coffeeshop auszeichnet. Dieses Siegel muss der Ladenbesitzer an der Eingangstür seines Ladens anbringen.
Ein weiteres Kriterium ist, dass in Coffeeshops zumeist kein Alkohol ausgeschenkt werden darf. Insbesondere in Amsterdam und Den Haag gibt es jedoch auch Ausnahmen von dieser Regel: Hier wurde im Zuge einer Normalisierungspolitik bzgl. Alkohol und Cannabis an einige Coffeeshops auch die Lizenz zum Alkoholausschank gegeben. Ab dem 1. Juli 2008 trat in den Niederlanden ein Nichtraucherschutzgesetz in allen Restaurants, Bars und Cafés in Kraft. Dies gilt jedoch nur für Tabakerzeugnisse und -beimischungen und nicht für reinen Cannabisgebrauch. Das Gesetz erlaubt jedoch die Einrichtung von abgetrennten Raucherräumen auch in Coffeeshops, in welchen Zigaretten und andere Tabakprodukte geraucht werden dürfen.
Ein grundlegendes Problem der Duldungspolitik bleibt ungelöst: Die achterdeurproblematiek, das Problem der Hintertür. Die Polizei könnte leicht jeden Coffeeshop ruinieren, wenn sie am Lieferanteneingang die Drogenkuriere abfangen würde, denn der Anbau und die Einfuhr von Drogen sind nach wie vor illegal und werden mit bis zu vier Jahren Haft geahndet. Eine Anfrage auf Neuregelung in Bezug auf die Lieferanten der Coffeeshops im Jahr 2000 wurde mit dem Hinweis, dies in Abstimmung mit den Nachbarländern machen zu wollen, noch nicht angegangen. Daher sind die Preise für weiche Drogen in den Niederlanden annähernd so hoch wie und teils höher als z. B. auf dem deutschen Schwarzmarkt, da sich die Anbauer diese Gefahr entlohnen lassen.
Um dem Drogentourismus aus den niederländischen Nachbarländern beizukommen, gibt es immer wieder Diskussionen über verschiedene Maßnahmen.
- Im Mai 2009 gab es Presseberichte, wonach in der Provinz Limburg ab dem 1. Januar 2010 der Verkauf von Cannabis auf drei Gramm pro Tag ladenübergreifend beschränkt werden könnte. Kunden sollen demnach dort nur noch mit Hilfe einer speziellen Clubkarte und nur noch bargeldlos (mit niederländischer EC-Karte oder Kreditkarte) einkaufen können. Ziel sei es, die Anonymität der Kunden aufzuheben und die Coffeeshops insbesondere für deutsche Drogentouristen uninteressanter zu machen.[5] Bisher hat dieser Plan jedoch keine Mehrheit gefunden und die zur Umsetzung erforderlichen zusätzlichen Finanzmittel und Polizeikräfte wurden nicht zugesagt.[6]
- Ende Mai 2011 beschloss die niederländische Regierung eine landesweite Regelung, dass Coffeeshops weiche Drogen nicht mehr an Auswärtige verkaufen dürfen, sondern nur noch an volljährige niederländische Staatsbürger ab Herbst 2011.[7][8] Dies scheiterte am Widerstand vieler Städte und Kommunen. Unter anderem verweigerten die Bürgermeister von Amsterdam (Eberhard van der Laan) und Maastricht (Otto Hoes) die Umsetzung.[9]
- 2011 wurde bekannt, dass die damalige Regierung zum 1. Januar 2013 flächendeckend die Einführung eines Club-Ausweises (Wietpas) geplant habe. In den südlichen Provinzen Zeeland, Brabant und Limburg wurde der Ausweis am 1. Mai 2012 verpflichtend. Es soll maximal 2000 Mitglieder pro Club geben.[10]
- Anfang 2021 wurden Pläne bekannt, in Amsterdamer Coffeeshops Cannabis nur an Einheimische mit Wiet-Pas zu verkaufen.[11] Dies wurde jedoch nicht umgesetzt, da eine Mehrheit im Stadtparlament sich dagegen aussprach.[12]

Die Niederlande starten im Herbst 2023 ein Experiment mit dem Handel mit legal angebautem Marihuana. Coffeeshops in den südlichen Städten Tilburg und Breda dürften als erste die legal gezüchteten Drogen verkaufen, teilte Gesundheitsminister Ernst Kuipers im Februar 2023 dem Parlament mit. Es gehe zunächst um eine Testphase. Da Coffeeshops durch die aktuelle Rechtslage auf illegale und oft kriminelle Großhändler angewiesen sind, ist die niederländische Regierung auf der Suche nach Alternativen. Daher hat sie einem Experiment mit staatlich kontrolliertem Anbau von Marihuana zugestimmt. Zehn Kommunen sollen teilnehmen. Nach dem Experiment will die Regierung über die vollständige Legalisierung von Cannabis entscheiden. Das Pilotprojekt begann am 15. Dezember 2023.

## Genehmigung von Coffeeshops

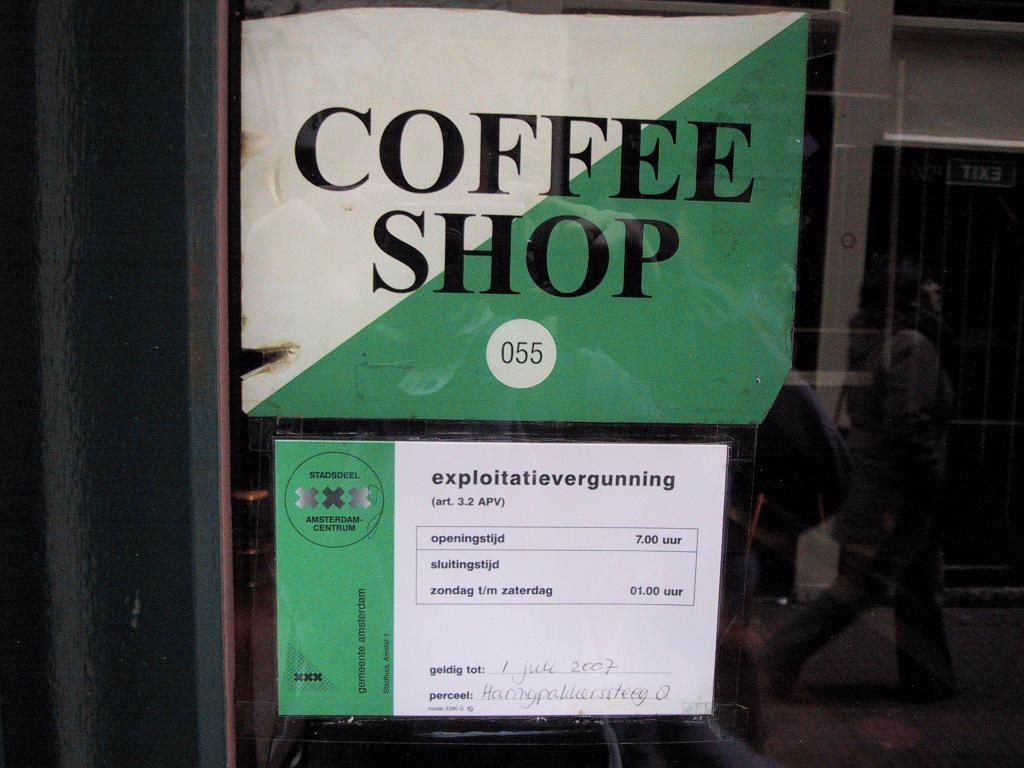
Die Genehmigung muss sichtbar am Coffeeshop angebracht werden.

Da jede Stadt beziehungsweise Gemeinde selber über den Umgang mit weichen Drogen entscheiden darf, kann die Handhabung in jeder Stadt und Gemeinde auch unterschiedlich ausfallen, bis dahin, dass vorwiegend in den von christdemokratischen Bürgermeistern des CDA regierten Städten und Gemeinden Coffeeshops überhaupt nicht geduldet werden. Daher gibt es die meisten Shops in den Großstädten. So existierten im Jahr 2018 allein in Amsterdam insgesamt 173 Coffeeshops. Insgesamt gibt es in den Niederlanden aktuell rund 580 entsprechende Geschäfte (Stand: 2021).
Nach Protesten aus Frankreich und Deutschland hat die Regierung einen Freiraum geschaffen, nach dem nun innerhalb 30 km von den Grenzen zu Deutschland und Belgien kein Coffeeshop neueröffnet werden darf.
Gemäß der Änderung des Niederländischen Opium-Gesetzes vom 17. März 2003 dürfen Cannabisprodukte ärztlich verschrieben und können seit dem 1. September 2003 auch über die Apotheke bezogen werden.

## Bekannte Coffeeshops
- Die erste und bisher erfolgreichste Kette von Coffeeshops heißt Bulldog und wurde in Amsterdam von Henk de Vries eröffnet. In der Coffeeshopkette sind, ähnlich wie in Hard Rock Cafes, T-Shirts und ähnliche Andenken erhältlich. Die Kette betreibt außerdem noch ein Hotel und vertreibt einen Energy-Drink, der auch außerhalb der Niederlande in ausgewählten Geschäften zu kaufen ist.[17]
- Unter dem Namen McDope wurden zwei in Venlo im selben Gebäude ansässige Coffeeshops (Roots und Oase) bekannt, die nach der Einführung des sogenannten Wietpasses, der den Verkauf nur noch an in den Niederlanden ansässige und registrierte Personen gestattet, geschlossen wurden.[18] Sie lagen nur wenige hundert Meter hinter dem ehemaligen Autobahngrenzübergang Schwanenhaus (die Autobahn führt inzwischen südlich um Venlo herum). Das Konzept der Stadt zielte hauptsächlich darauf ab, deutscher Kundschaft auf der grünen Wiese Ware zu verkaufen und sie so aus der Innenstadt herauszuhalten.[19]

## Coffeeshops in anderen Ländern
Spanien
In Spanien gibt es so genannte Cannabis Clubs. Dabei handelt es sich um Vereine, deren Mitglieder gemeinsam Cannabis anbauen, um es in den Räumlichkeiten des Vereins zu konsumieren. Die Vereine produzieren Cannabis-Produkte ausschließlich für den Eigenbedarf ihrer Mitglieder und finanzieren sich über Mitgliedsbeiträge. Cannabis Clubs werden unter strengen Auflagen in bestimmten Gebieten Spaniens gesetzlich toleriert. Wo Regeln nicht eingehalten werden, etwa durch Verkauf an Touristen, ist mit dem Einschreiten der Polizei zu rechnen.
Deutschland
Die Ampelkoalition, die sich nach der Bundestagswahl 2021 gebildet hat, hat in ihrem am 24. November 2021 veröffentlichten Koalitionsvertrag festgelegt, dass die kontrollierte Abgabe von Cannabis an Erwachsene zu Genusszwecken in lizenzierten Geschäften legalisiert wird. Im Mai 2022 wurde ein entsprechender Gesetzentwurf angekündigt, der in der zweiten Hälfte des Jahres vorgelegt werden sollte. Bundesjustizminister Marco Buschmann ging zunächst davon aus, dass die Cannabislegalisierung bis zum Frühjahr 2023 umzusetzen ist. Die SPD-Abgeordnete Carmen Wegge erklärte in einem Interview, es sei eine erlaubte Höchstmenge von 20 bis 30 Gramm Cannabis im Gespräch.
Am 26. Oktober 2022 einigte sich das Bundeskabinett auf Eckpunkte der geplanten Legalisierung. Die Obergrenze für den legalen Besitz von Cannabis soll danach bei 20 bis 30 Gramm liegen. Eine Obergrenze für den Gehalt an Tetrahydrocannabinol soll es nicht geben – lediglich für Personen unter 21 Jahren wird erwogen, Cannabis nur bis zu einer bestimmten Obergrenze an Tetrahydrocannabinol abzugeben. Der Eigenanbau von bis zu drei weiblichen Cannabispflanzen pro Person soll erlaubt werden. Der Verkauf soll in lizenzierten Fachgeschäften und eventuell Apotheken ermöglicht werden. Werbung für Cannabisprodukte wird untersagt. Neben der obligatorischen Umsatzsteuer auf Verkäufe ist eine gesonderte Cannabissteuer geplant, die sich nach dem THC-Gehalt richtet.
Am 12. April 2023 stellten die Bundesminister Karl Lauterbach und Cem Özdemir neue Eckpunkte zur teilweisen Legalisierung von Cannabis vor. Abweichend von den ursprünglichen Plänen der Ampelkoalition soll lediglich der Besitz von maximal 25 Gramm Cannabis und der Eigenanbau von höchstens drei weiblichen blühenden Pflanzen pro volljähriger Person erlaubt sein. Die Abgabe von Cannabis erfolgt über spezielle Vereine (Cannabis Social Clubs). Minderjährige, die trotz Verbot Cannabis konsumieren, müssen an Interventions- und Präventionsprogrammen teilnehmen. In einem zweiten Schritt soll der Verkauf in Modellregionen mit wissenschaftlicher Begleitung erprobt werden.
Kanada
2018 wurde Cannabis in Kanada vollständig, einschließlich des Verkaufes, legalisiert. An den Verkaufsorten darf üblicherweise nicht konsumiert werden. Es existieren jedoch einige "Konsumlounges" in rechtlichen Grauzonen.
Luxemburg
Im April 2023 wurde bekannt, dass die Regierung Luxemburgs mittelfristig den legalen Verkauf von Cannabis an 14 Verkaufspunkten plant. Die Verkaufsmenge soll auf 30 Gramm pro Monat beziehungsweise fünf Gramm am Tag limitiert werden. Der Verkauf erfolgt nur an Einwohner Luxemburgs.
Schweiz
Lediglich der Verkauf von Cannabisprodukten mit einem THC-Gehalt unter 1 % ist legal.
Thailand
Am 9. Juni 2022 wurde der Anbau, Besitz und Verkauf von Marihuana in Thailand entkriminalisiert. Das Rauchen von Marihuana in der Öffentlichkeit wird jedoch noch immer als Belästigung angesehen und kann mit einer dreimonatigen Haftstrafe sowie einer Geldstrafe von umgerechnet rund 675 Euro geahndet werden. 4.200 Personen, die wegen Cannabisdelikten inhaftiert waren, wurden freigelassen, da Cannabis von der Liste der Betäubungsmittel gestrichen wurde. Nach Presseberichten eröffneten zahlreiche Läden, die Marihuana verkaufen. Der Verkauf an Personen unter 20 Jahren, Schwangere und stillende Mütter wurde untersagt.
Seit dem 26. Juni 2025 ist die Abgabe von Marihuana nur noch mit einer Verschreibung zulässig. Shops erhalten künftig die Möglichkeit, ihr Personal online durch traditionelle Thai-Medizin-Ausbilder zertifizieren zu lassen. Auch Apotheker und Zahnärzte dürfen Rezepte ausstellen – nicht nur voll ausgebildete Ärzte in Kliniken. Viele Verkaufsstellen planen daher, wie Apotheken direkt vor Ort Verschreibungen auszustellen. Der Anbau von Cannabis im eigenen Haushalt zur persönlichen Nutzung bleibt weiterhin erlaubt und rezeptfrei.
Tschechien
Seit dem Jahresbeginn 2022 können Produkte mit bis zu 1 % THC verkauft werden.
Uruguay
Seit 2017 ist es möglich, Marihuana in der Apotheke zu erwerben. Käufer müssen sich offiziell mit Ausweis, digitalem Fingerabdruck und Wohnsitzbestätigung beim Postamt registrieren. Die Obergrenze liegt bei 40 Gramm pro Person und Monat. Jedoch dürfen nur Einwohner Uruguays Marihuana kaufen.
USA
Mittlerweile (Stand November 2023) ist Cannabis in 24 US-Bundesstaaten und dem Bundesdistrikt Washington, D.C. legal. In 23 Staaten ist auch der Verkauf legal, in Washington, D.C. und Virginia jedoch nicht.
Die Nutzung von Cannabis am Ort des Erwerbs (On-Site-Consumption) ist in diversen Bundesstaaten möglich.